# ستير فان زوول 2016
ستير فان زوول 2016 (بالهولندية: Ster van Zwolle 2016 )‏ هو سباق دراجات هوائية، وهو الموسم رقم 56 من نفس السباق، وأقيم في 5 مارس 2016، وامتدّ لمسافة 177.3 كيلومتر، وهو أحد سباقات طواف أوروبا للدراجات 2016، وهو من نوع سباق يوم واحد، وقد شارك في السباق 195 متسابقاً ووصل إلى نهايته 181 متسابقاً.
فاز فيه بالمركز الأول جيف فيرمولين، وبالمركز الثاني Coen Vermeltfoort ‏، وبالمركز الثالث نيكولاي بروشنر.

## الفائزون
| الترتيب | الفائز             |
| ------- | ------------------ |
| الفائز  | جيف فيرمولين       |
| الثاني  | Coen Vermeltfoort ‏ |
| الثالث  | نيكولاي بروشنر     |

## وصلات خارجية
- الموقع الرسمي
- ستير فان زوول 2016 على موقع إحصائيات الدراجات الإحترافية (الإنجليزية)